# Xiwangmu
Cette page contient des caractères spéciaux ou non latins. S’ils s’affichent mal (▯, ?, etc.), consultez la page d’aide Unicode.

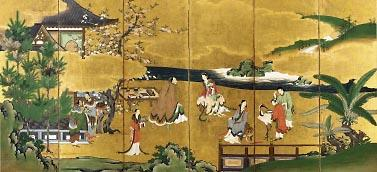
Wudi des Han rencontre Xiwangmu – art japonais

Xīwángmǔ 西王母, Xi Wangmu, Hsi Wang Mu, ou Reine-mère de l'Ouest, est un personnage de la mythologie chinoise antique devenu sous la dynastie Han une divinité taoïste. Elle réside dans un palais de jade situé sur le Kunlun (en) céleste, lieu magique où pousseraient les herbes d’immortalité et les pêches de longue vie qui mûrissent tous les 3000 ou 9000 ans. Chef des immortelles, toutes les femmes aspirant à obtenir le Dao sont considérées comme ses disciples.

## Xiwangmu dans les textes

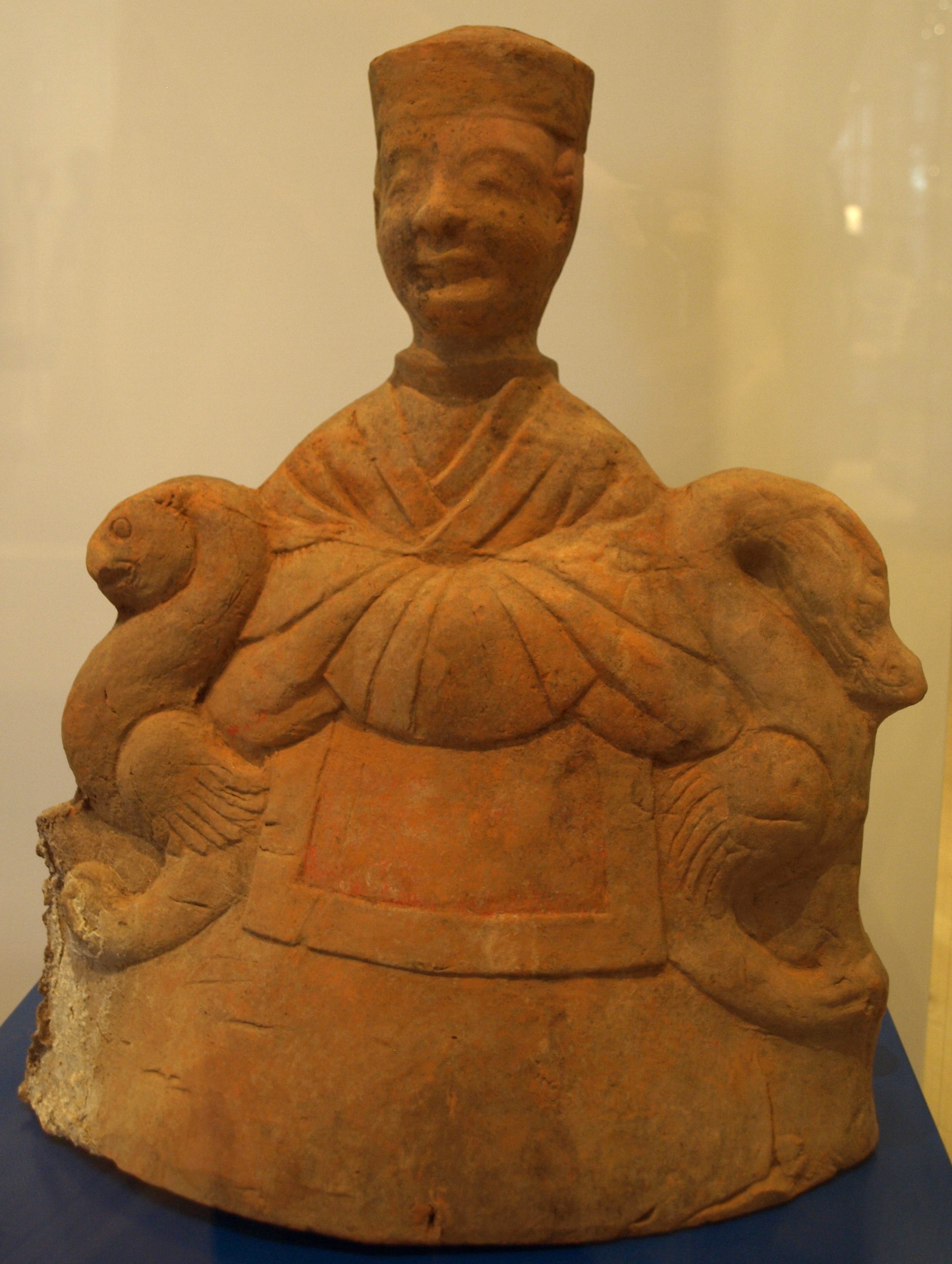
Représentation de Xiwangmu en terre cuite, Han occidentaux

On a retrouvé sur les écrits oraculaires de la dynastie Shang le terme ximu (西母) « mère d'Occident », sans que l'on sache toutefois ce qu’il désigne. Comme il existait aussi une « mère d'Orient », on peut estimer que ces deux divinités formaient une paire contrastive. Son rapport avec Xiwangmu est ainsi douteux.
Le personnage de Xiwangmu est attesté à partir du IVe siècle av. J.-C. Elle est mise en rapport avec le roi Mu de la dynastie Zhou. Ce souverain aurait effectué une expédition militaire dans l'actuelle province du Xinjiang au Xe siècle av. J.-C. contre des tribus appelées Quanrong. À cette occasion, il aurait rencontré Xiwangmu. En témoignent les Annales sur Bambou (Zhushu jinian), chroniques officielles du royaume de Wei. Elles ont été trouvées en 279 dans la tombe du roi Xiang. La période qu'elles couvrent va du règne mythique de Huangdi jusqu'à -299. Il y est écrit que « pendant la dix-septième année, le roi partit à l'Ouest vers le Kunlun, il eut une entrevue avec Xiwangmu; puis cette même année, Xiwangmu vint à la cour pour rendre hommage au roi Mu. En automne, au cours du huitième mois, le roi alla au Nord, passa les Sables Mouvants [sans doute le désert du Taklamakan] et le mont Jiyu, il attaqua les Quanrong, leur prit cinq rois; il arriva jusqu'où les oiseaux bleus muent, puis Xiwangmu le retint ». D'autres textes confirment ce lien de Xiwangmu avec les oiseaux.
Le voyage du roi Mu a été « romancé » dans la Chronique du Fils du Ciel Mu (穆天子傳 mutianzi zhuan). Selon Rémi Mathieu, qui a traduit et commenté cet ouvrage en français, il aurait été rédigé entre -400 et -350. Xiwangmu y est décrite comme une belle femme à qui le roi rend visite. Ils s’entretiennent sur une berge du lac Yao (jaspe). Lorsque Mu doit repartir vers son royaume situé à l’Est, Xiwangmu lui demande de revenir ; il promet de le faire après avoir mis son domaine en ordre.
Selon le manuel d'alchimie de maître Chonghe (cité par Robert van Gulik dans Sexuel life in ancient China), Xiwangmu est « une femme qui obtint la Voie (le dao) en nourrissant son propre yin », c'est-à-dire en ayant de nombreux rapports sexuels. Elle apprécie particulièrement les jeunes garçons.

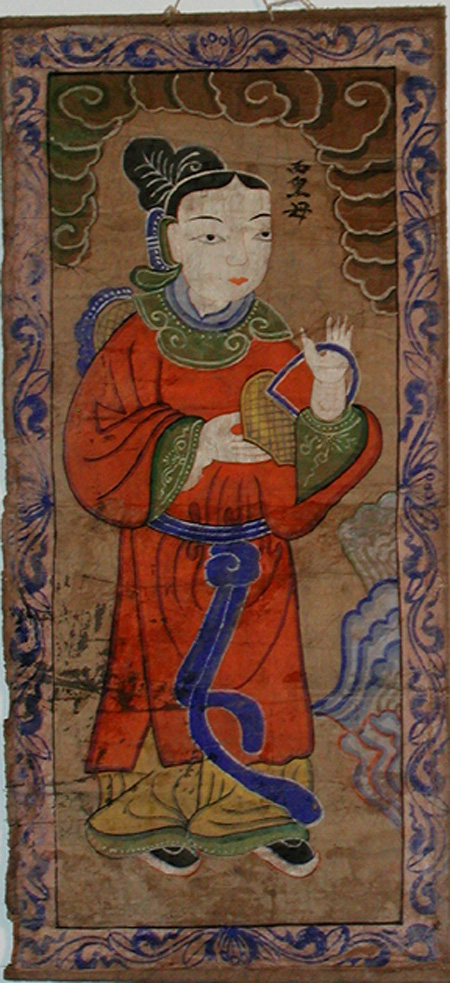
Portrait vietnamien de Xiwangmu

Il est encore question de Xiwangmu dans un ouvrage plus tardif, le Livre des monts et des mers (山海經 shanhaijing) entamé sous les Royaumes combattants et achevé sous les Han. Elle y apparait comme une créature rugissante d’aspect effrayant mi-humain mi-animal, aux fonctions sinistres : « Au sud de la mer occidentale, sur la rive des sables mouvants ... il y a un être portant un blason, avec des dents de tigre et une queue, il habite dans une grotte, on l’appelle Xiwangmu...il est responsable des maladies et des châtiments corporels ». D’autres passages précisent qu’elle habite sur le Mont de jade ou le mont Kunlun, lieu d'abondance ; sa queue est celle d’un léopard ; un oiseau bleu (ou noir) à trois pattes l’accompagne. 
Dans le chapitre Dazongshi (大宗師) du Zhuangzi, c'est un être intemporel qui pénètre le Dao. 
Dans le Huainanzi, on mentionne qu’elle détient les herbes d’immortalité qui transformèrent  Chang'e en fée. 
Une fiction historique, la Biographie de Han Wudi (漢武帝內傳 hanwudi neizhuan) de Ban Gu, mentionne les pêches d’immortalité, que Sun Wukong aurait dérobées dans Le Voyage en Occident (Ming).
Des historiens chinois modernes ont proposé que Xiwangmu soit la translittération d'un nom de tribu habitant à l'ouest de la Chine actuelle.
Le taoïsme lui associe parfois un Roi-père d’Orient.

## Culte
Dans le Livre des Han, annales officielles de la dynastie jusque l’an 9, on apprend qu’en l’an 4 de l’ère Jianping de l’empereur Aidi (-3 ou -2), une grande sécheresse sévit dans le Henan et le Shaanxi. Guidée par les oracles de Xiwangmu, la population des zones sinistrées migra jusqu’à la capitale Chang'an où on la vit danser et chanter en l’honneur de la déesse. Sous les Han son culte devient populaire et jouit d’une certaine reconnaissance officielle. 

### Divinité taoïste
Elle est associée au Roi-père d’Orient (東王公 ou 東王父) créé selon certains spécialement pour lui faire pendant. Ils sont chacun responsables des immortels de leur sexe. Selon certaines théories, ils sont aussi maîtres des souffles Yin et Yang et s’engendrent mutuellement. On lui prête parfois une messagère, sa disciple préférée, la Femme mystérieuse des neuf cieux (九天玄女 jiutianxuannu), identifiée  avec qingniao (青鳥), l’oiseau à trois pattes du Livre des monts et des mers, ou avec xuanniao (玄鳥), l’"oiseau sombre" ancêtre des Yin.
D’après le Yongcheng jixianlu (墉城集仙錄), recueil de vies d’immortelles composé sous les Tang, elle serait apparue avec un corps d’oiseau et vêtue d’une peau de renard à Huangdi lors de sa bataille contre Chiyou pour lui remettre le talisman des Cinq pics. Sa messagère, la Femme mystérieuse, aurait fabriqué le char indiquant le sud qui permit à l’Empereur Jaune de guider son armée, c'est pourquoi elle est la patronne des carrossiers. 
Sous le nom de Reine-mère aïeule, Xiwangmu forme parfois un couple avec l’Empereur de jade. Son anniversaire divin est le 3 du troisième mois ou le 18 du septième mois.

### Noms divins

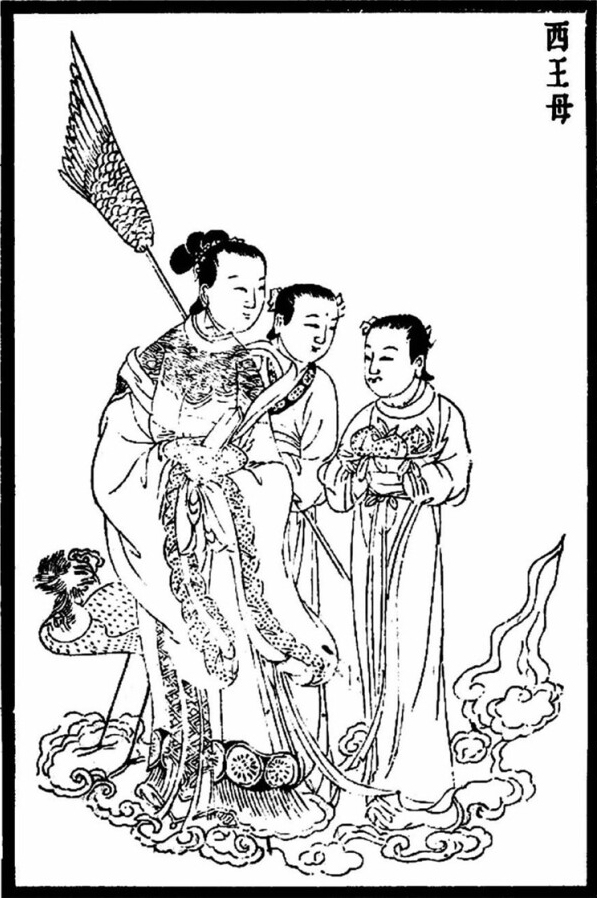
Xiwangmu

Comme toutes les divinités, elle possède de nombreuses appellations ; les plus fréquentes sont :
- Reine-mère (王母 wangmu) ou Reine-mère aïeule (王母娘娘 wangmu niangniang), titres honorifiques donné aux grandes déesses ;
- Mère d’or (金母 jinmu), l’ouest étant associé au métal selon la théorie des cinq éléments ; son homologue le Roi-père d’Orient devient alors le Père de bois (木公 mugong), élément associé à l’est.
- Mère d’or du bassin de jaspe (瑤池金母 yaochi jinmu), d’après le nom du lieu où elle aurait reçu le roi Mu ;
- Mère d’or du magnifique Occident résidant sur le Mont de la tortue (龜山西華金母 guishan xihua jinmu) ;
- Vieille dame d’Occident (西姥 xilao) ;

### Iconographie
Sur les fresques des temples ou parfois des tombes, elle est souvent représentée dans le verger d’immortalité ou assise sur un trône, parfois flanquée de Dongwanggong. Elle peut porter une peau de léopard et être accompagnée de l'oiseau bleu, d’un tigre blanc (symbole de l’Ouest), d’un renard à neuf queues (autre créature fantastique du Livre des monts et des mers) ou d’un lièvre qui rappelle la lune où Chang’e s’envola grâce aux herbes d’immortalité. Au-dessous d’elle se trouvent ses serviteurs et les immortelles. Quelquefois le soleil et la lune, symboles du Yin et du Yang, encadrent l’ensemble.
Elle est présente sur une fresque de Dunhuang dans le rôle de l’épouse d’Indra.